# Автошлях E94

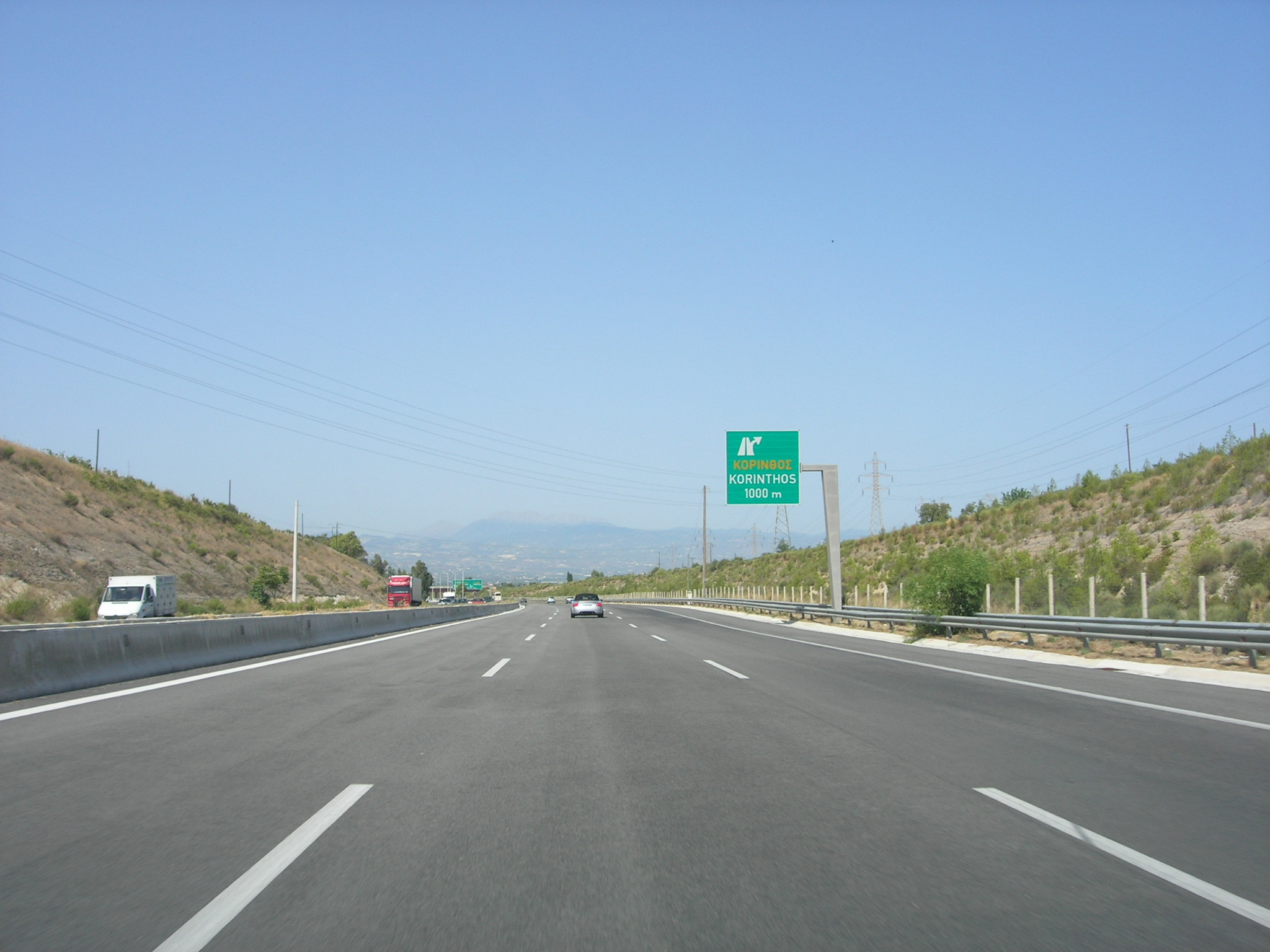
Е94 біля Коринф а

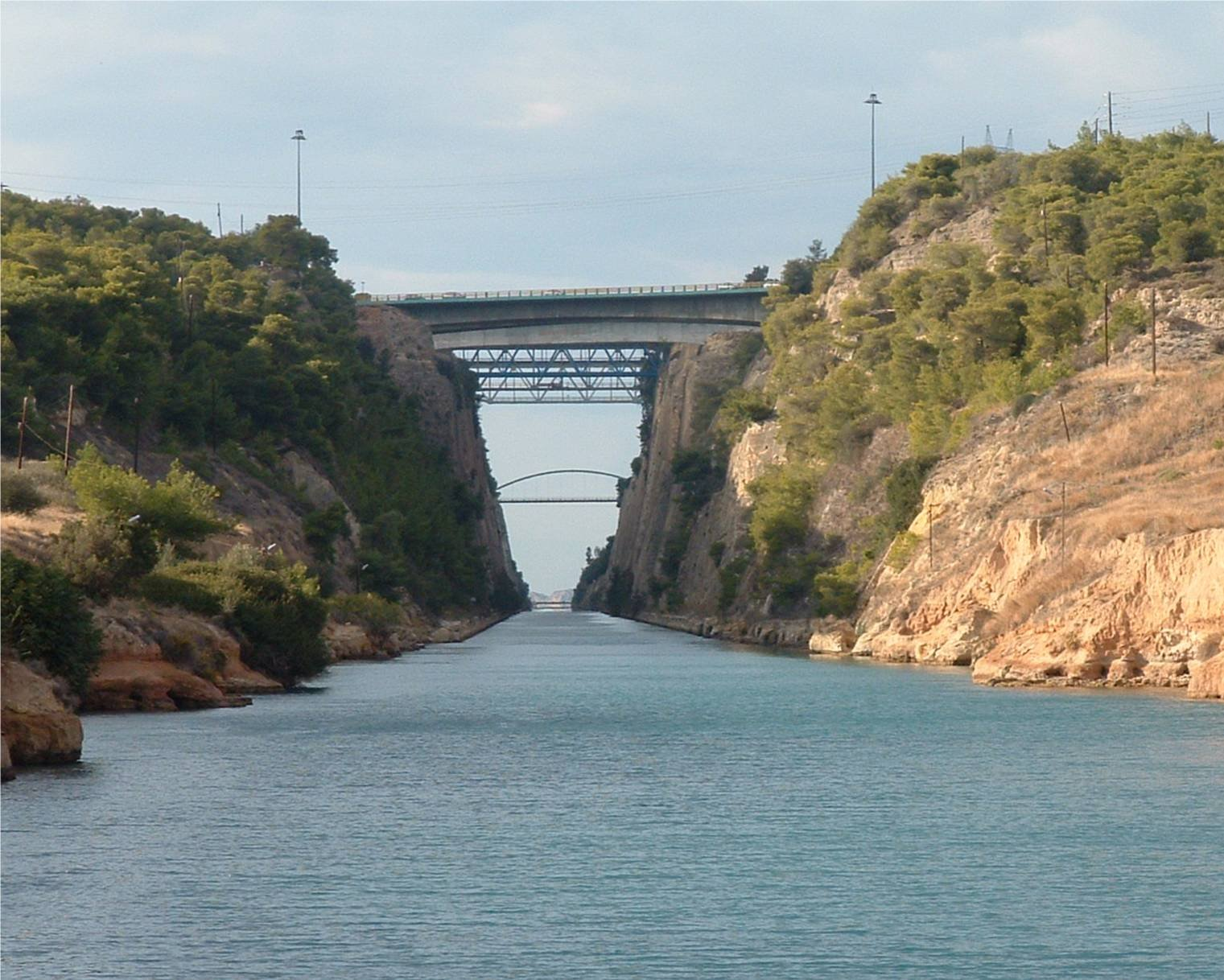
Міст через Коринфський канал

Європейський маршрут Е94 — європейський автомобільний маршрут категорії А в Греції. Починається на заході Греції в Коринфі, йде на схід через міста Мегара й Ельовсин і закінчується в грецькій столиці Афіни у Саронічній затоці. Довжина маршруту — 83 км.
Е94 пов'язаний з маршрутами
- E65
- E962
- E75

## Див. Також
- Список європейських автомобільних маршрутів